# 勒涅韦勒
勒涅韦勒（法語：Regnévelle，法語發音：[ʁəɲevɛl] ⓘ）是法国大東部大區孚日省的一个市镇，属于埃皮纳勒区。

## 地理
勒涅韦勒（47°59'7"N, 5°58'15"E）面积8.62 平方千米，位于法国大東部大區孚日省，该省份为法国东北部内陆省份，北起默兹省和默尔特-摩泽尔省，西接上马恩省，南至上索恩省和贝尔福地区省，东临上莱茵省和下莱茵省。
与勒涅韦勒接壤的市镇（或旧市镇、城区）包括：布斯罗库尔、阿默韦勒、戈东库尔、马丹韦勒、索恩河畔蒙蒂勒。

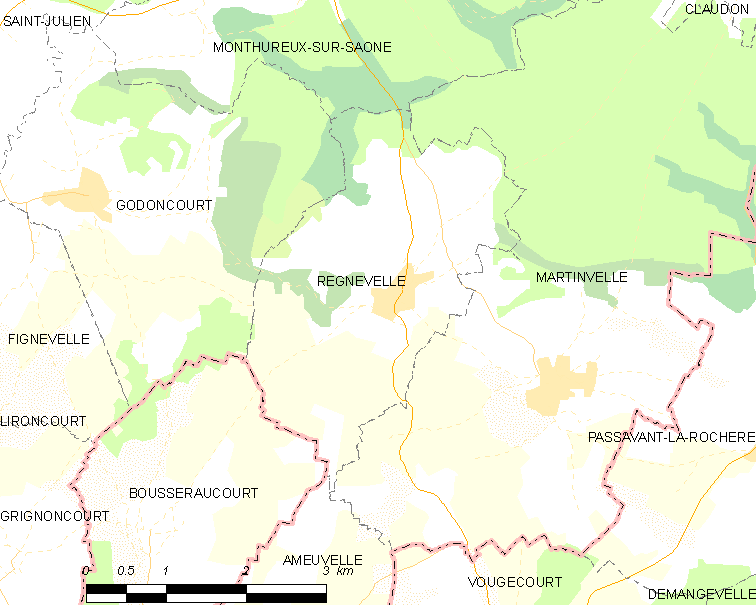
勒涅韦勒的OSM定位图

勒涅韦勒的时区为UTC+01:00、UTC+02:00（夏令时）。

## 行政
勒涅韦勒的邮政编码为88410，INSEE市镇编码为88377。

## 政治
勒涅韦勒所属的省级选区为达尔内县。

## 人口

1962-2008年间勒涅韦勒人口变化图示

勒涅韦勒于2022年1月1日时的人口数量为122人。